# توكوزاني مشينغو
توكوزاني مشينغو (بالإنجليزية: Thokozani Mshengu)‏ (29 نوفمبر 1985 في جنوب أفريقيا - ) هو لاعب كرة قدم جنوب أفريقي في مركز الوسط. لعب مع لمونتفيل غولدن أروز ‏ ونادي أمازولو ونادي بلومفونتين سيلتيك.